# 淡輪重政
淡輪 重政（生年不詳，卒於慶長20年陰曆4月29日），是日本戰國時代、江戶時代初期武將。通稱六郎兵衛。
和泉國淡輪庄的豪族、本姓橘氏而以淡輪家出身。淡輪徹齋（淡輪隆重/良重）的次男、父親以水軍衆活躍。
他是豐臣氏的家臣。淡輪家出身的妹妹小督局原本是豐臣秀次的側室，但秀次因謀反之嫌被豐臣秀吉命令切腹，當時小督局也在三條川原被處刑。淡輪家遭連累而領地也被沒收。之後投靠同鄉小西行長，關原之戰後遭改易，成為浪人。
慶長19年（1614年）大坂之戰中，哥哥淡輪重利加入淺野家，而他為了取回領地而加入豐臣軍。翌年夏之陣跟隨大野治長成為紀州攻伐的一員，但在樫井之戰中與德川方的淺野長晟軍交戰，因而戰死，首級被永田治兵衛取得。